# Tècnica de modelatge d'objectes

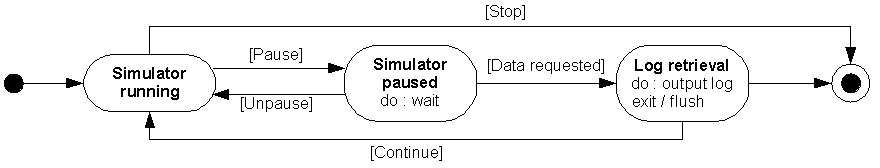
Diagrama d'estats OMT

La tècnica de modelatge d'objectes és un modelatge d'objectes enfocat per modelar i dissenyar un programari. Es va crear el 1991 per Rumbaugh, Blaha, Premerlani, Eddy i Lorensen com un mètode per desenvolupar sistemes orientats a objectes i ajudar la programació orientada a objectes. La OMT descriu l'estructura estàtica o el model d'objectes del sistema.

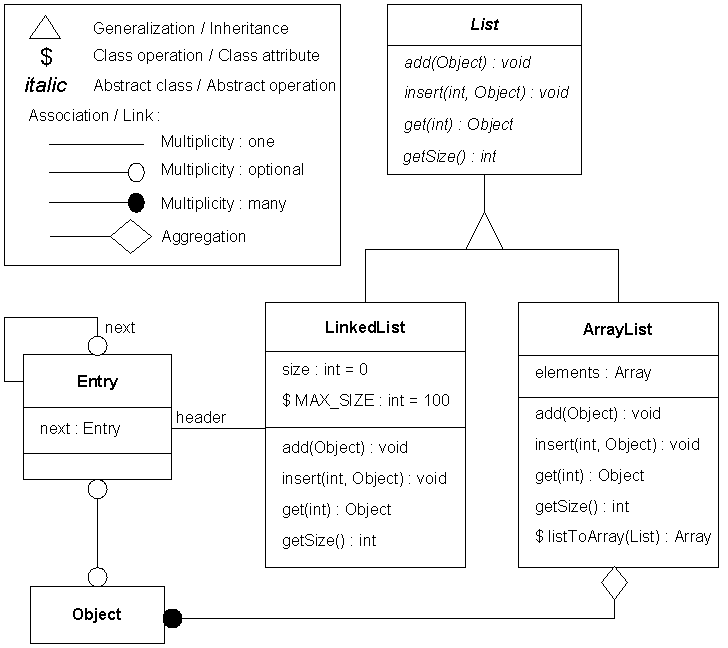
Diagrama d'objectes OMT

OMT es va crear enfocada al desenvolupament del programari.
Els propòsits del modelatge segons Rumbaugh són:
- Provar les entitats abans de crear-les (simulació).
- Comunicació amb el client que vol el programari.
- Visualitzar (Presentació alternativa de la informació).
- Reducció de la complexitat (Eficiència).

OMT proposa tres models principals:
- El model objecte: Representa l'estàtic i el més estable del modelatge. Els principals conceptes són les classes i les associacions amb atributs i operacions. Agregació i generalització (amb múltiples herències) són relacions predefinides.[3] Main concepts are classes and associations with attributes and operations. Aggregation and generalization (with multiple inheritance) are predefined relationships.[2]
- El model dinàmic: Representa el model estat/relació. Els principals conceptes són els estats, les transicions entre ells i els esdeveniments que provoquen les transicions. Les accions poden ser modelades com accions que passen als estats. La generalització i l'agregació (concurrència) són relacions predefinides.[2]
- Model funcional: Representa bàsicament als diagrames de flux de dades. Els conceptes principals són processar, emmagatzemar dades, flux de dades i els actors. En resum, defineix la funció de la totalitat dels processos interns en un model, gràcies als Diagrames de flux de dades. Detalla com es duen a terme de forma independent els processos.[2]

La tècnica de modelatge d'objectes és un predecessor del llenguatge unificat de modelat (UML). Això provoca que molts elements de l'OMT siguin comuns a UML.